# Szweksznie
Szweksznie (lit. Švėkšna) – miasteczko na Litwie, położone w okręgu kłajpedzkim w rejonie szyłokarczemskim, 21 km na północny wschód od Szyłokarczmy. Miasteczko liczy 2 053 mieszkańców (2001). Siedziba starostwa Szweksznie to litewski pomnik urbanistyki.
Znajdują się tu 2 kościoły, gimnazjum z filią szkoły muzycznej, poczta, biblioteka, ośrodek kultury i pałac.
Były majętnością szlachecką, położoną w powiecie pojurskim w 1695 roku.
Podczas okupacji hitlerowskiej, w czerwcu 1941 roku Niemcy utworzyli getto dla żydowskich mieszkańców. Przebywało w nim około 300 osób. 22 września 1941 roku  zlikwidowano getto, a Żydów zamordowano. 